# Pécsi Márton
Pécsi Márton (Budafok, 1923. december 29. – Cegléd, 2003. január 23.) állami és Széchenyi-díjas földrajztudós, geomorfológus, térképész, a földrajztudomány doktora, a Magyar Tudományos Akadémia rendes tagja. A magyarországi geomorfológiai és ősföldrajzi kutatások jeles alakja, számottevő tudományos eredményeket ért el a Kárpát-medence és a Duna-völgy negyedidőszaki felszínalaktani vizsgálata, valamint a lösztipológia terén. Élére állt a hazai geomorfológiai térképezés munkálatainak, irányította a Magyarország nemzeti atlasza szerkesztését és megvetette a tájföldrajzi tipologizálás alapjait. 1954-től 1990-ig volt az MTA Földrajzi Kutatóintézet (és jogelődje) igazgatója.

## Életútja
1943-tól 1949-ig a budapesti Pázmány Péter Tudományegyetem hallgatója, többek között Cholnoky Jenő, Mendöl Tibor, Bulla Béla, Kéz Andor és Láng Sándor földrajztudósok tanítványa volt. 1948-ban természetföldrajzi és általános földtani bölcsészdoktorátust, 1950-ben pedig földrajz–történelem szakos tanári oklevelet szerzett. Egyetemi tanulmányaival párhuzamosan, 1947–1949-ben Kecelen dolgozott általános iskolai tanárként, 1949–1950-ben pedig egy budapesti középiskolában oktatott. 1949-től 1954-ig a Pázmány Péter Tudományegyetem (1950 után Eötvös Loránd Tudományegyetem) természetföldrajzi tanszékén oktatott tanársegédként, ezzel párhuzamosan 1950 és 1954 között a Felsőoktatási Minisztérium főelőadójaként is tevékenykedett.
1952-ben tudományos munkatársi állást kapott az akkor alakult MTA Földrajztudományi Kutatócsoportban (1963-tól Kutatóintézet), amelynek később részleg- és osztályvezetője, majd évtizedeken keresztül, 1954-től 1990-ig vezetője volt (1966 után igazgatói címmel). Időközben a katedrához is visszatért: 1958-tól 1966-ig az Eötvös Loránd Tudományegyetem természetföldrajzi tanszékének docense volt. Ezt követően címzetes egyetemi tanári címmel folytatta az oktatómunkát a fővárosi egyetemen, de vendégtanárként előadásokat tartott a Budapesti Műszaki Egyetemen és a miskolci Nehézipari Műszaki Egyetemen is. 1958-ban a földrajztudomány kandidátusa lett, 1962-ben pedig doktori disszertációját is sikeresen megvédte. 1990-es nyugdíjba vonulását követően 1996-ig az MTA Földrajztudományi Kutatóintézetének kutatóprofesszora volt.

## Munkássága
A földrajztudományon belül fő kutatási területe a geomorfológia (felszínalaktan) és a paleogeográfia (ősföldrajz) volt. Behatóan foglalkozott a Kárpát-medence és a Duna-völgy negyedidőszaki felszínének kutatásával, a domborzat fejlődéstörténetével, a talajképződéssel és a földfelszíni erózióval. E munkái eredményeként geomorfológiai módszerekkel meghatározta a negyedidőszaki tektonikus mozgások irányát és mértékét, a pleisztocén korában lezajlott periglaciális folyamatok, talajfagyjelenségek felszínalakító és üledékképző hatását, a hegységek elegyengetődési folyamatait, a földcsuszamlások tipológiáját. Nemzetközileg is elismert alakja volt a lösz- és a folyóterasz-kutatásnak, genetikai, kronológiai és kőzettani szempontból osztályozta a különböző lösztípusokat és lösszerű üledékeket. Akadémiai székfoglalóit is e témakörökben tartotta: Összefüggések a lejtőmorfológia és a negyedkori lejtőüledék-képződés között (1966), A hazai és az európai löszképződmények paleogeográfiai kutatása és összehasonlítása (1977).
Elméleti munkásságával jelentősen hozzájárult a geomorfológiai térképezés módszertani tökéletesítéséhez, új ábrázolási módszereket és jelkulcsokat dolgozott ki. Irányítása mellett és elgondolásainak megfelelően készültek el Magyarország és a Duna menti országok 1:10 000–1:500 000, illetve 1976-ban a Kárpát–Balkán régió 1:1 000 000 léptékű geomorfológiai térképei, valamint ő irányította a Nemzetközi Negyedkorkutató Unió (INQUA) égisze alatt zajló, az északi félteke paleogeográfiai atlaszának térképezési és összeállítási munkálatait.
Pályájának további kiemelt kutatási területei közé tartozott a tájföldrajz és a földrajzi környezetkutatás, a természet és a társadalom soktényezős kapcsolatrendszerének komplex értékelése, a tájtipológia elméleti és módszertani alapjainak megvetése. Ez irányú elgondolásait szintén összekapcsolta a térképezéssel: kezdeményezője volt az ökológiai tájkutatásnak, a magyarországi városok építésföldtani térképészeti felvételezésének, majd 1982 és 1990 között elnökként ő irányította a Magyarország nemzeti atlasza című kiadvány szerkesztőbizottsági munkáját. Ugyancsak munkásságának eme vonulatához köthető, hogy 1967-től szerkesztésében jelentek meg a Magyarország Tájföldrajza című monográfiasorozat kötetei.
Önálló vagy társszerzős kötetei, nagyszámú általános és középiskolai tankönyvei, felsőoktatási jegyzetei mellett pályája során mintegy félezer szakcikke jelent meg, ebből 350 idegen nyelven. 1958-tól 1988-ig a Földrajzi Közlemények és a Földrajzi Tanulmányok, 1967-től 1998-ig a Studies in Geography in Hungary főszerkesztője volt, emellett 1955-től szerkesztőbizottsági tagként közreműködött a Földrajzi Értesítő, valamint hat külföldi szakfolyóirat kiadásában.

### Társasági tagságai és elismerései
1965-ben a Magyar Tudományos Akadémia levelező, 1976-ban rendes tagjává választották, fél évtizeden át volt az MTA földrajzi bizottságának titkára, 1970-től 1985-ig pedig az Akadémia X. Föld- és Bányászati Tudományok Osztályának munkáját elnökölte. 1952-ben lépett be a Magyar Földrajzi Társaságba, 1953-ban a Magyarhoni Földtani Társulatba. A Magyar Földrajzi Társaságnak 1959-től 1962-ig főtitkári, 1981-től 1989-ig elnöki feladatait látta el, 1989 után pedig a társaság tiszteletbeli elnöke volt.
Számos külföldi tudományos társaság meghívta a tagjai sorába, így az Osztrák Tudományos Akadémia (1981, külső), a Leopoldina Német Természettudományos Akadémia (1986, tiszteleti), a Göttingeni Tudományos Akadémia (1989, külső), a Szlovén Tudományos Akadémia (1989, levelező) és a Lengyel Művészeti és Tudományos Akadémia (1993, külső). Ezenkívül nyolc nemzeti földrajzi társaság levelező, illetve tiszteleti tagja volt, s alelnökként vett részt a Kárpát–Balkán Gemorfológiai Bizottság munkájában. 1977 és 1991 között a Nemzetközi Negyedkorkutató Unió (INQUA) löszbizottságának, 1991 és 1996 között pedig paleogeográfiai atlaszbizottságának elnöki tisztét töltötte be.
1959-ben a keletnémet Humboldt-emlékérem, 1971-ben a Lóczy Lajos-érem, 1984-ben a Kőrösi Csoma Sándor-emlékérem (mindkettő Magyar Földrajzi Társaság), 2000-ben a Szabó József-emlékérem (Magyarhoni Földtani Társulat) kitüntetettje lett. A magyarországi geomorfológiai kutatások módszertani kidolgozásáért, valamint Magyarország és a Kárpát–Balkán térség geomorfológiai térképezésének megvalósításáért 1975-ben az Állami Díj második fokozatát vehette át. A Magyarország nemzeti atlasza szerkesztőbizottsági munkájáért 1990-ben Széchenyi-díjat kapott munkatársaival, Bassa Lászlóval, Beluszky Pállal, Berényi Istvánnal, Borai Ákossal, Keresztesi Zoltánnal, Marosi Sándorral, Papp-Váry Árpáddal és Szőke-Tasi Sándorral megosztva. Mindezek mellett birtokosa volt a Szocialista Munkáért érdeméremnek (1960), a Munka Érdemrend arany fokozatának (1973, 1983), valamint a Térképészet Kiváló Dolgozója kitüntetésnek (1974).

### Főbb művei
- Magyarország földrajza. Budapest: Tankönyvkiadó. 1951.
- A magyarországi Duna-teraszok párhuzamosítása a Bécs környéki és a Vaskapui teraszokkal. Budapest: Akadémiai. 1957.
- A magyarországi Duna-völgy kialakulása és felszínalaktana. Budapest: Akadémiai. 1959.
- Budapest természeti földrajza. Szerk. Pécsi Márton. Budapest: Akadémiai. 1959.
- Magyarország földrajza. Budapest: Akadémiai. 1960.   (Sárfalvi Bélával, oroszul, németül, angolul és lengyelül is megjelent)
- A Kisalföld geomorfológiai képe.  Földrajzi Közlemények,   (1962)   113–142. o.
- A magyarországi geomorfológiai térképezés az elmélet és a gyakorlat szolgálatában. Budapest: MTA Földrajztudományi Kutatócsoport. 1963.
- Ten years of physicogeographic research in Hungary. Budapest: Akadémiai. 1964.
- A Kárpát-medencebeli löszök, löszszerű üledékek típusai és litosztratigráfiai beosztásuk.  Földrajzi Közlemények,   (1965)   324–332. o.
- Evolution of the floodplain levels of the Danube and their principal bearings on the geography of agriculture. Budapest: MTA Földrajzi Kutatóintézet. 1966.
- Geomorphological regions of Hungary. Budapest: Akadémiai. 1970.
- Geomorfológia mérnökök számára: A felszínformáló exogén erők dinamikája. Budapest: Tankönyvkiadó. 1971.
- Man and environment. Ed. by Márton Pécsi, Ferenc Probáld. Budapest: Akadémiai. 1974.
- Geomorfológia. Budapest: Magyar Állami Földtani Intézet. 1975.   (Angolul is megjelent)
- Quaternary studies in Hungary. Ed. in chief Márton Pécsi. Budapest: Geographical Reserch Institute HAS. 1982.
- Loess and the Quaternary: Chinese and Hungarian case studies. Ed. by Márton Pécsi. Budapest: Akadémiai. 1985.
- Environmental and dynamic geomorphology: Case studies in Hungary. Ed. by Márton Pécsi. Budapest: Akadémiai. 1985.
- Geomorfológia és domborzatminősítés. Budapest: MTA Földrajzi Kutatóintézet. 1991.
- Negyedkor és löszkutatás. Budapest: Akadémiai. 1993.
- Quaternary and Loess Research. Budapest: MTA Földrajzi Kutatóintézet. 1993.
- Löss: Herkunft, Gliederung, Landschaften.  Zeitschrift für Geomorphologie,  XCVIII. évf.   (1996)   1–391. o. (Gerold Richterrel)
- Geomorphological regions in Hungary. Budapest: MTA. 1996.
- Szerkezeti és váztalajképződés Magyarországon, tekintettel a deráziós-korráziós domborzatalakulásra, talajhordalék- és üledékképződésre a negyedidőszak során. Budapest: MTA Földrajzi Kutatóintézet. 1997.

## További művei
- cikkei a REAL-ban

## További irodalom
- Regional studies on loess: In memoriam Márton Pécsi, 1923–2003. Ed. by Éva Kis. Budapest: Geographical Research Institute HAS. 2004.